# Mbuti (peuple)
Pour les articles homonymes, voir Mbuti.
Pour un article plus général, voir Pygmée.
Les Mbuti, ou Bambuti, sont un peuple pygmée vivant dans le district de l'Ituri de la République démocratique du Congo (RDC). Leur langue appartient au sous-groupe des langues soudaniques centrales.
Les Mbuti sont un peuple pygmée de chasseurs-cueilleurs et l'un des plus anciens peuples présents en Afrique centrale. Les Mbuti sont organisés en petits groupes de quinze à soixante personnes. Les Mbuti seraient au nombre de 16 000 à 30 000. Il y a trois ensembles culturels distincts au sein des Mbuti : 
1. Les Efé, qui parlent la langue d'un peuple soudanique frontalier, les Lese.
2. Les Sua, connus également sous le nom de Kango ou de Mbuti, qui parlent la langue d'un peuple bantou voisin, le bila.
3. Les Asua, le seul groupe ayant sa propre langue, l'asua, apparentée à celle du peuple soudanique voisin, les Mangbetu[3].

L'utilisation du terme Mbuti peut créer parfois une certaine confusion car il peut servir à désigner l'ensemble des populations pygmées de l'Ituri ou le sous-groupe vivant au cœur de la forêt de l'Ituri.

## Ethnonymie
Selon les sources, on observe de multiples variantes : Bambote, Bambute, Bambuti, Ba.Mbuti, Bambutis, Bouté, Imbuti, Mambuti,  
Mbote, Mbutis, Pygmées de l'Ituri, Pygmées Mbuti, Wambouti.
« BaMbuti » est le pluriel de « Mbuti ».

## Habitats et organisation
Les Mbuti vivent dans des villages où chaque hutte abrite une cellule familiale. Au début de la saison sèche, les Mbuti quittent leur village et s'installent dans des campements qu'ils construisent dans la forêt. Les villages sont indépendants les uns des autres. Les maisons sont petites et circulaires et sont toujours conçues comme des habitats temporaires. 
La construction d'une maison commence avec le tracé de son contour sur le sol. Les murs sont constitués de branches solides plantées dans le sol. Une liane est ensuite enroulée autour de ces branches pour les faire tenir ensemble. De grandes feuilles sont utilisées ensuite pour construire le toit de la hutte.  

## Alimentation
Les Mbuti sont avant tout des chasseurs-cueilleurs. Leur régime alimentaire carné se compose de crabes, de coquillages, de fourmis, de larves, d'escargots, de cochons, d'antilopes, de singes, de  poissons et de miel. Ils consomment également des légumes sauvages comme l'igname, des baies, des fruits, des racines, des feuilles, des amarantes, de l'hibiscus, des noix de cola et des gourdes. 
Lorsqu'ils chassent, les Mbuti ciblent particulièrement l'hylochère (cochon sauvage géant). La viande d'hylochère et celle du rat sont souvent considérées comme kweri, c'est-à-dire dangereuses, car pouvant causer des maladies à ceux qui la consomment. Toutefois, cette viande est souvent utilisée comme monnaie d'échange avec les groupes des populations bantoues agricultrices. Dans la mythologie mbuti, l'hylochère est considéré comme la manifestation physique de Negoogunogumbar, l'ogre qui dévore les enfants[réf. nécessaire]. Pour la chasse, les Mbuti utilisent des grands filets, des pièges, des arcs et des flèches. Les femmes et les enfants participent parfois à la chasse en rabattant les proies vers les filets.
Hommes et femmes s'occupent des enfants. Les femmes se chargent de la cuisine, du nettoyage, de la réparation de la hutte et d'aller chercher de l'eau. Pour la récolte du miel, les hommes portent les femmes dans les arbres.

## Commerce
Les villages alentour produisent des pièces en métal, des objets en bois, de la vannerie et des légumes que les Mbuti obtiennent en échange de viande de brousse, de peaux de bête et d'autres produits de la forêt
.

## Système de filiation
Les Mbuti ont une société patrilinéaire mais le système est assez souple. Le groupe principal des Mbuti est la famille nucléaire. 

## Coutumes de mariage
Le mariage se fait sur la base d'échanges réciproques, des hommes de groupes différents échangent entre eux des sœurs ou des femmes avec qui ils ont des liens. Dans la société mbuti, le paiement d'une dot n'est pas obligatoire. Il n'y a pas de cérémonie formelle de mariage : un couple est considéré comme marié lorsque l'homme présente aux parents une antilope qu'il a chassée et tuée seul. La polygamie est pratiquée mais à des degrés variables selon les groupes et n'est pas très répandue. 

## Structure politique
Les sociétés mbuti n'ont pas de groupes ou de lignée dirigeante ni d'organisation politique générale et très peu d'organisation sociale. Les Mbuti forment une société égalitaire dans laquelle la bande constitue l'organisation sociale la plus importante. Le leadership peut s'affirmer par exemple lors des opérations de chasse. Les hommes et les femmes ont les mêmes droits. Les problèmes sont discutés et les décisions sont prises par consensus autour du feu. En cas de désaccord, de délits ou d'infractions, la personne incriminée peut être bannie, battue ou ridiculisée.

## Religion
L'épicentre de la vie des Mbuti est la forêt. Les Mbuti voient dans la forêt une protection et la considèrent comme un lieu sacré. Ils désignent parfois la forêt comme une « mère » ou un « père ». Un rituel important dans la vie des Mbuti est le molimo. Après des évènements comme la mort d'un membre important de la tribu, le molimo est célébré de façon bruyante pour réveiller la forêt, en partant du principe que si quelque chose de mauvais arrive à ses enfants, cela est dû au fait que la forêt s'est endormie. Comme pour la plupart des rituels mbuti, la durée du molimo est variable et dépend de l'humeur du groupe. De la nourriture est collectée auprès de chaque hutte afin de nourrir le molimo. Le soir, le rituel s'accompagne de danses de la part des hommes autour du feu tandis que les femmes et les enfants restent dans les huttes, portes closes. L'anthropologue britannique Colin Turnbull a étudié de près ces rituels.  
Molimo est aussi le nom de la trompette utilisée par les hommes au cours du rituel. Cette trompette était traditionnellement faite en bois ou en bambou mais Turnbull a montré qu'elle pouvait aussi être en métal utilisé pour des gouttières. Lorsqu'elle n'est pas utilisée, la trompette est conservée dans les arbres de la forêt. Lors d'une cérémonie, ce sont les jeunes du village qui récupèrent la trompette et l'apportent jusqu'au feu.

## Les défis actuels
Le mode de vie traditionnel des Mbuti est menacé car le territoire qu'ils occupent n'est pas clairement délimité et n'est pas protégé par la loi. Les Mbuti n'ont plus le droit de chasser une grande quantité de gibier. En raison de la déforestation, de l'exploitation des mines d'or locales, de l'extension des zones de culture et des réserves naturelles, leur approvisionnement alimentaire est menacé. 

### Exactions et discriminations contre les Bambuti
Les Mbuti sont également très gravement affectés par la guerre en République démocratique du Congo. Selon le Rapport du Projet Mapping concernant les violations les plus graves des droits de l’homme et du droit international humanitaire commises en RDC, ils ont été victimes d'actes de cannibalisme car les autres populations attribuent un pouvoir magique à leur chair.
Fin 2002, une campagne militaire entre des groupes armés antagonistes se déroule dans la province d'Ituri pour le contrôle du territoire, notamment la ville de Mambasa : Effacer le tableau. De nombreuses atrocités sont commises contre les civils.
La campagne « Effacer le tableau » comporte des persécutions à l'encontre des Pygmées. L'Union des patriotes congolais (UPC), le Mouvement de libération du Congo (MLC) et le  Rassemblement Congolais pour la Démocratie-National (RCD-N) se dirigent vers Beni, appliquant en chemin des violences systématiques contre les Pygmées. Le 20 décembre 2003, un centre pygmée de Kundila Mapendo, à Byakato, est pillé. Parmi les actes de cannibalisme recensés, les Pygmées sont particulièrement visés car la croyance prête des vertus magiques à leurs organes ou à leur sang.
En 2004, un article dans The Independent relate les exactions et discriminations dont sont victimes les Mbuti, évoquant même une campagne d'« extermination ». D'autres rapports alarmants sur les attaques dont sont victimes les Mbuti émanent de l'ONG Minority Rights Group International en 2004 au sujet de l'opération « Effacer le tableau » et évoquent des crimes de guerre et des crimes contre l'humanité ciblant les Mbuti : « persécutions, meurtres, transferts de populations forcés, tortures, viols et exterminations » depuis 1998. En 2010, un rapport relate les difficultés des réfugiés mbuti, qui sont marginalisés, ne bénéficient d'aucune aide des organisations humanitaires et, faute de moyens, sont discriminés dans l'accès aux services de santé et d'instruction.

### Discographie
- (en) Mbuti pygmies of the Ituri rainforest (enreg. Colin Turnbull et Francis S. Chapman, 1957-1958), Smithsonian Folkways recordings, Washington, D.C., 1992, CD (55 min 15 s) + 2 brochures
- Anthologie de la musique congolaise, volume 2, Songs of the Okapi Forest : Mbuti, Nande, and Pakombe (John Hart et Erik Lindquist, collecteurs ; Jos Gansemans, éditeur), Fonti Musicali, Musée royal de l'Afrique centrale, Tervuren, 2004 (enregistr. 1973-2004), 1 h 02 min 38 s (DDD + 1 livret)